# カイル・チャルマーズ
カイル・チャルマーズ（Kyle Chalmers、1998年6月25日 - ）は、オーストラリア南オーストラリア州ポートリンカーン出身のオーストラリア人男子競泳選手。リオデジャネイロオリンピック100m自由形金メダリスト。

## 経歴
2016年リオデジャネイロオリンピックでは100m自由形で金メダルを獲得した。男子オーストラリア選手がこの種目で優勝したのは1968年メキシコシティーオリンピックのマイケル・ウェンデン以来50年ぶり。400mフリーリレーと400mメドレーリレーでは2個の銅メダルを獲得した。
2020年東京オリンピックでは100m自由形で銀メダル、400mフリーリレー・800mフリーリレーでは銅メダルを獲得した。

## 自己ベスト
- 50m自由形　21秒68
- 100m自由形　47秒08
- 200m自由形　1分45秒48

参照